# Diocesi di Luz

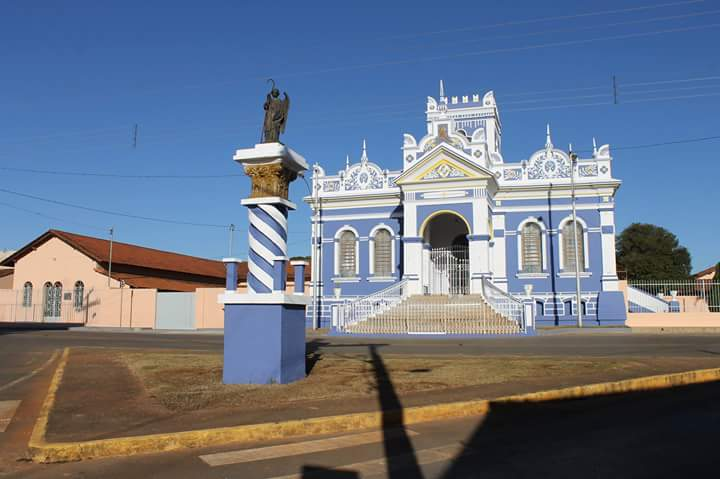
Il palazzo vescovile della diocesi.

La diocesi di Luz (in latino Dioecesis Luceatina) è una sede della Chiesa cattolica in Brasile suffraganea dell'arcidiocesi di Belo Horizonte. Nel 2021 contava 428.617 battezzati su 522.091 abitanti. È retta dal vescovo José Aristeu Vieira.

## Territorio
La diocesi comprende 32 comuni nella parte occidentale dello stato brasiliano di Minas Gerais: Abaeté, Cedro do Abaeté, Arcos, Bambuí, Biquinhas, Bom Despacho, Campos Altos, Capitólio, Córrego Danta, Tapiraí, Córrego Fundo, Dores do Indaiá, Doresópolis, Estrela do Indaiá, Serra da Saudade, Formiga, Iguatama, Japaraíba, Lagoa da Prata, Luz, Medeiros, Moema, Morada Nova de Minas, Paineiras, Pains, Pimenta, Piumhi, Pratinha, Quartel Geral, Santa Rosa da Serra, Santo Antônio do Monte e Vargem Bonita.
Sede vescovile è la città di Luz, dove si trova la cattedrale di Nostra Signora della Luce.
Il territorio si estende su una superficie di 24.990 km² ed è suddiviso in 52 parrocchie, raggruppate in 7 foranie: Abaeté, Arcos, Bambuí, Bom Despacho, Formiga, Lagoa da Prata e Piumhi.

## Storia
La diocesi di Aterrado fu eretta il 18 luglio 1918 con la bolla Romanis Pontificibus di papa Benedetto XV, ricavandone il territorio dall'arcidiocesi di Mariana e della diocesi di Uberaba (oggi arcidiocesi).
Originariamente suffraganea dell'arcidiocesi di Mariana, il 1º febbraio 1924 entrò a far parte della provincia ecclesiastica dell'arcidiocesi di Belo Horizonte.
Il 29 settembre 1933, con la lettera apostolica Cum Aterradensis, papa Pio XI proclamò San Raffaele arcangelo patrono della diocesi.
L'11 luglio 1958 cedette una porzione del suo territorio a vantaggio dell'erezione della diocesi di Divinópolis.
Il 5 dicembre 1960 la diocesi ha assunto il nome attuale, in seguito al mutamento del nome ufficiale della città sede vescovile, che era stata fondata come Nossa Senhora da Luz do Aterrado.
La diocesi ha subito variazioni territoriali in tre occasioni: il 21 novembre 1959 furono rivisti i confini con la vicina diocesi di Patos de Minas con uno scambio di comuni; il 10 novembre 1982 cedette la parrocchia di Desemboque nel comune di Sacramento all'arcidiocesi di Uberaba; il 19 agosto 2008 ha ceduto altre due parrocchie alla diocesi di Guaxupé.

## Cronotassi dei vescovi
Si omettono i periodi di sede vacante non superiori ai 2 anni o non storicamente accertati.
- Manoel Nunes Coelho † (10 giugno 1920 - 8 luglio 1967 deceduto)
- Belchior Joaquim da Silva Neto, C.M. † (8 luglio 1967 succeduto - 18 maggio 1994 ritirato)
- Eurico dos Santos Veloso † (18 maggio 1994 succeduto - 28 novembre 2001 nominato arcivescovo di Juiz de Fora)
- Antonio Carlos Félix (5 febbraio 2003 - 6 marzo 2014 nominato vescovo di Governador Valadares)
- José Aristeu Vieira, dal 25 febbraio 2015

## Statistiche
La diocesi nel 2021 su una popolazione di 522.091 persone contava 428.617 battezzati, corrispondenti all'82,1% del totale.
| anno | popolazione | popolazione | popolazione | presbiteri | presbiteri | presbiteri | presbiteri                | diaconi | religiosi | religiosi | parrocchie |
| anno | battezzati  | totale      | %           | numero     | secolari   | regolari   | battezzati per presbitero | diaconi | uomini    | donne     | parrocchie |
| ---- | ----------- | ----------- | ----------- | ---------- | ---------- | ---------- | ------------------------- | ------- | --------- | --------- | ---------- |
| 1950 | 262.000     | 390.000     | 67,2        | 120        | 20         | 100        | 2.183                     |         |           |           | 32         |
| 1957 | ?           | 372.530     | ?           | 42         | 28         | 14         | ?                         |         |           |           | 2          |
| 1965 | 456.260     | 460.000     | 99,2        | 45         | 28         | 17         | 10.139                    |         | 19        | 91        | 39         |
| 1970 | ?           | 463.329     | ?           | 22         | 22         |            | ?                         | 1       |           | 12        | 31         |
| 1976 | 396.410     | 404.500     | 98,0        | 52         | 18         | 34         | 7.623                     |         | 40        | 85        | 30         |
| 1980 | 415.000     | 435.000     | 95,4        | 47         | 21         | 26         | 8.829                     |         | 31        | 74        | 34         |
| 1990 | 430.000     | 460.000     | 93,5        | 57         | 31         | 26         | 7.543                     |         | 52        | 32        | 40         |
| 1999 | 343.400     | 425.200     | 80,8        | 52         | 34         | 18         | 6.603                     |         | 19        | 92        | 32         |
| 2000 | 344.350     | 425.960     | 80,8        | 57         | 38         | 19         | 6.041                     |         | 20        | 92        | 37         |
| 2001 | 398.000     | 493.023     | 80,7        | 57         | 38         | 19         | 6.982                     |         | 23        | 92        | 39         |
| 2002 | 344.350     | 425.960     | 80,8        | 55         | 37         | 18         | 6.260                     |         | 19        | 92        | 32         |
| 2003 | 352.000     | 441.000     | 79,8        | 69         | 50         | 19         | 5.101                     |         | 20        | 92        | 37         |
| 2004 | 352.800     | 441.000     | 80,0        | 58         | 38         | 20         | 6.082                     |         | 20        | 40        | 34         |
| 2013 | 397.000     | 494.000     | 80,4        | 75         | 62         | 13         | 5.293                     |         | 15        | 32        | 44         |
| 2016 | 407.000     | 506.000     | 80,4        | 78         | 67         | 11         | 5.217                     |         | 12        | 30        | 50         |
| 2019 | 425.826     | 518.200     | 82,2        | 88         | 73         | 15         | 4.838                     |         | 15        | 27        | 52         |
| 2021 | 428.617     | 522.091     | 82,1        | 87         | 73         | 14         | 4.926                     |         | 14        | 26        | 52         |